# All I Wanna Do (chanson de Sheryl Crow)
Pour les articles homonymes, voir All I Wanna Do.
Singles de Sheryl Crow
What I Can Do for You
(1993) Leaving Las Vegas
(1994)
Clip vidéo
(en) [vidéo] « « All I Wanna Do » (officiel)(réalisation : David Hogan) », sur YouTube
Pistes de Tuesday Night Music Club
What I Can Do for You
(8) We Do What We Can
(10)
All I Wanna Do est une chanson de Sheryl Crow sortie le 4 avril 1994 et présente sur l'album Tuesday Night Music Club (1993) dont elle est la huitième piste et le second single extrait. Les signataires de ce titre sont :  Sheryl Crow, Kevin Gilbert, Bill Bottrell, Wyn Cooper et David Baerwald. Les paroles sont adaptées d'un poème de Wyn Cooper écrit en 1987 et intitulé « Fun ».
Un clip vidéo de ce morceau a été réalisé par David Hogan. Il connaîtra différentes versions et montages.
Plus grand tube de Sheryl Crow aux États-Unis à ce jour, All I Wanna Do ascensionne jusqu'à la deuxième position dans le Billboard Hot 100, derrière I'll Make Love to You des Boyz II Men pendant six semaines d'affilée entre le 8 octobre et le 12 novembre 1994. Le titre gravit également les premières places du Billboard Adult Contemporary.
Outre ses succès aux États-Unis, All I Wanna Do devient le titre numéro 1 en Australie durant une semaine ainsi qu'au Canada sur quatre semaines. Toujours au Canada, il culmine aussi au RPM Adult Contemporary. En Nouvelle-Zélande et au Royaume-Uni, il atteint la quatrième place tandis qu'en Europe continentale, il rejoint le top 10 en Autriche, en Flandre belge, en France, en Allemagne, en Irlande et aux Pays-Bas. Il s'agit à ce jour du plus grand succès de Sheryl Crow à l'international.
En 1995, la chanson reçoit le Grammy Award de l'enregistrement de l'année ainsi que celui de la meilleure chanteuse. Il était également pressenti pour devenir Chanson de l'année avec une nomination qui ne s'est pas concrétisée en lauréat.
Sheryl Crow reprend All I Wanna Do dans son album live Sheryl Crow and Friends: Live from Central Park.

## Linguistique du titre

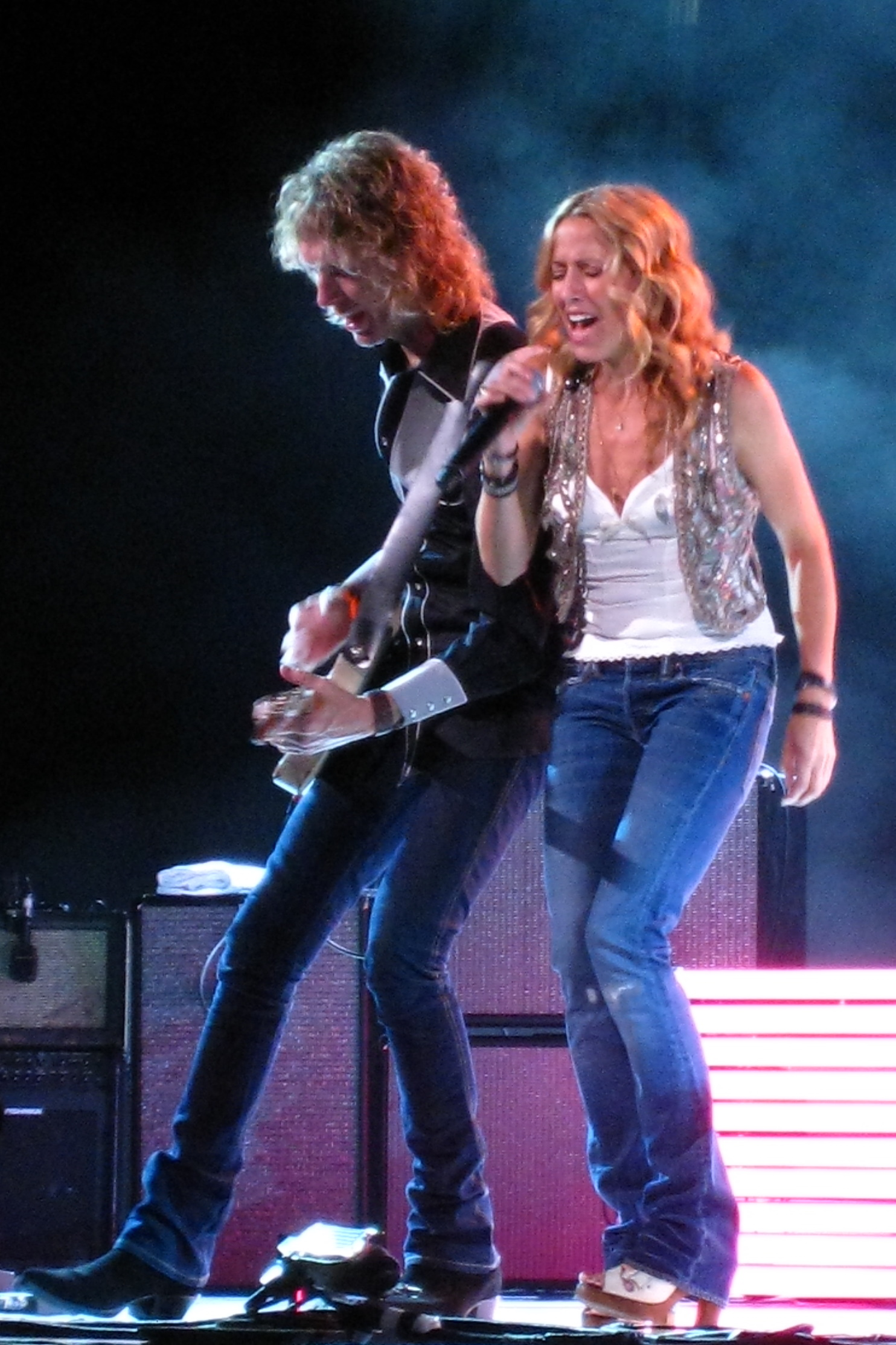
Sheryl Crow interprétant All I Wanna Do
tournée canadienne "Detours" au Centre Bell de Montréal, Québec, (Photo : Anirudh Koul, 22/09/2008)

### Phonologie et sens
All I Wanna Do prononcé en anglo-américain : [ɔl aɪ ˈwɑnə du] peut se traduire, d'une manière sourcière, par Tout ce que je veux faire ou bien de façon plus cibliste Tout ce dont j'ai envie.

### Élément lexical
Wanna forme abrégée de la locution verbale  « want to », montre d'emblée un registre de langue familier. ce qui vient se heurter plus loin par antinomie avec out of nowhere qui tient de l'inconnu.

### Description morphosyntaxique
L'ensemble all I wanna do n'est qu'une amorce de phrase plus longue et très vite complétée (dès la première strophe) : « ♫All I wanna do is have a little fun before I die »
Prise dans son intégralité, l'amorce s'avère une citation, un discours rapporté d'un inconnu (du nom de William) : ♫"All I wanna do is have a little fun before I die", says the man next to me out of nowhere. (Tout ce dont j'ai envie c'est de m'éclater avant de passer l'arme à gauche, me sort le type d'à côté, que je ne connais ni d'Eve ni d'Adam...)
Cette première strophe tire son importance en plantant le contexte pour le reste de la chanson.
All I wanna do : il s'agit donc d'abord d'un titre tronqué, puis d'une citation, qui va expliquer la discussion de comptoir, les digressions et le propos décousu qui s'ensuivront dans la chanson. Plus loin, la chanteuse reprend à son compte les propos dudit William et répétera ce refrain-hymne le long de la chanson : « ♫All I wanna do is have some fun... »

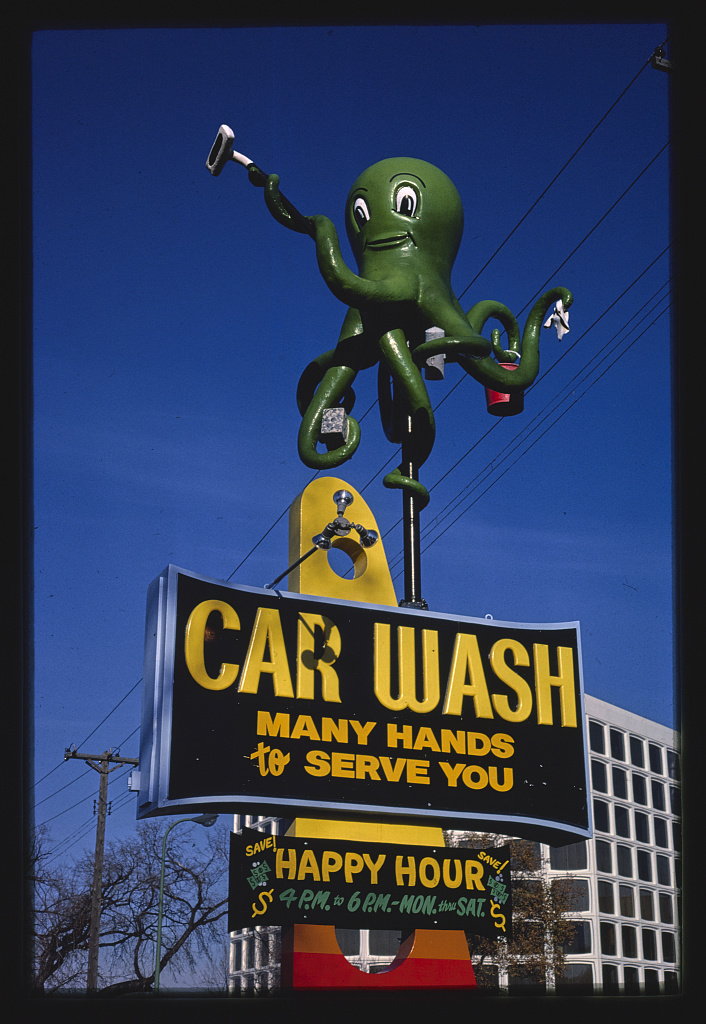
♫Tous les gens bien-comme-il-faut attendent leur pause-dej' pour laver leur voiture --Sheryl Crow - Minneapolis (Minnesota)_LOC_37342772716

### Figures de style
♫All I wanna do is have a little fun before—etc. :  cet enchaînement de mots tient d'une rythmique par sa scansion et d'une figure de style concaténatoire, ce qui permettra à la chanteuse de passer du coq à l'âne, du bar et de la bière au service de lavage de voiture, sans lien de causalité, avec une profusion de termes et d'idées qui donnera à certains critiques tels que Larry Flick l'envie de qualifier ce morceau de « verbeux » (wordy).

## Le regard des critiques
Larry Flick du magazine Billboard écrit : « La petite fiancée des critiques est partie pour une percée bien méritée dans le top 40 avec ce souffle d'air frais qui appelle à claquer des mains. La bonhommie de Crow ajoute du peps à un instrumental sucré/salé ponctué de cliquetis des guitares et de rythmes entraînants. C'est la bande-son idéale d'une journée à la plage ou d'une virée grisante, version highway, cheveux au vent au volant d'une décapotable,. »
Troy J. Augusto du magazine Cash Box estime que « All I Wanna Do » aurait dû être le premier single à sortir de l'album Tuesday Night Music Club. « Des paroles qui dérangent le convenu (♫"Je crache pas sur une petite mousse dès le matin"), des intonations cool de country et la voix chaude de Sheryl, ce sont tous les ingrédients d'un tube pour ce titre feelin' good. Rock, country, adult et surtout hits radio : cette bluette toutes catégories devrait taper dans l’œil. Son live est un show est à ne pas manquer,. » Lors d'une seconde critique sur le single, Troy J. Augusto ajoute : « Ce morceau viral rend vite sévèrement accro, simple mais intelligent dans son instrumentation, doublée du côté sympa de Crow, et vous avez tout d'une combinaison gagnante. Chanson d'été parfaite, "All I Wanna Do" pourrait être le ticket qui propulse Sheryl en ligue des Champions,. »
Lors de son billet hebdomadaire sur les classements britanniques, le critique musical James Masterton écrit que « [All I Wanna Do] a certainement le potentiel d'aller plus loin, la moindre des choses quand on a Lisa Loeb pour modèle, mais à mon corps défendant, je dois avouer que j'ai du mal à comprendre tout l'intérêt que ça suscite ailleurs, en toute honnêteté. Certes, c'est un bon disque, mais sans plus,. »
Alan Jones de Music Week explique que « cette bombe pop/rock joyeuse est d'une facture bien bavarde, mais livrée d'une main de maître et revigorante avec un refrain accrocheur. » Il ajoute : « Les Britanniques n'iront peut-être pas l'acheter avec le même sourire aux lèvres que les clients américains, mais ne doutons pas qu'ils pousseront bien l'effort jusqu'au petit rictus pour que le titre finisse par figurer dans le classement,. »

## Clip musical

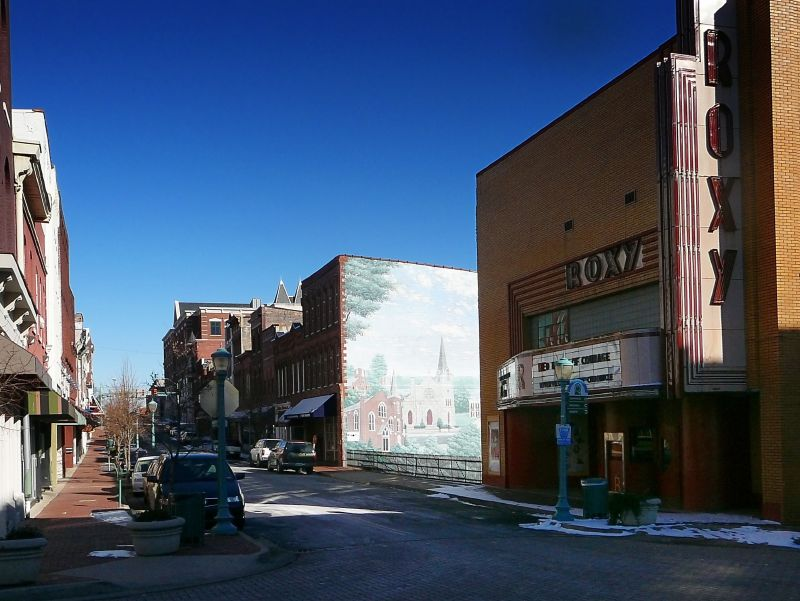
Le Roxy, cinéma à Clarksville (Tennessee)

La réalisation du clip vidéo correspondant au titre est confiée à David Hogan, déjà réalisateur du clip de Sheryl Crow pour sa première chanson en date « Leaving Las Vegas ». Pour All I Wanna Do, le clip met en scène Sheryl Crow et son groupe en musiciens de rue payés au chapeau, avec des personnages qui leur donnent des pièces et s'envolent dans les airs comme des ballons gonflés à l'hélium. La vidéo est tournée devant le Roxy Theatre, cinéma de Clarksville, dans le Tennessee, situé plus précisément à l'angle de Franklin Street et de North 1st Street à Clarksville.
Il existe deux versions de ce clip. La première version, celle réputée d'origine, met en scène le fameux William dont il est question dans la chanson; personnage campé par l'acteur Gregory Sporleder. Une seconde version du clip est sortie mais sans le personnage, car coupé au montage. La version sans William fait partie du DVD best-of  intitulé Greatest Hits.
En 2009, un autre clip est proposé à l'occasion de la réédition de Tuesday Night Music Club.

## Reprises
- Le 12 janvier 2004, l'autrice-compositrice-interprète anglaise Amy Studt sort une reprise du titre en guise de quatrième single[g]. En enregistrant cette reprise, Amy Studt répondait ainsi à une demande personnelle de Sheryl Crow, qui fera même les chœurs de la chanson[11],[12]. À sa sortie, le single culmine à la 21e place du classement britannique des singles et à la 25e place pour le classement irlandais. Le single est extrait de la réédition de son premier album False Smiles[13].
- En 1996, le chanteur humoristique américain Weird Al Yankovic fait figurer All I Wanna Do dans un pot-pourri reprenant les succès du moment dans une version polka, cette piste porte le titre The Alternative Polka dans son album Bad Hair Day.
- En 1995, la chanteuse américaine Joanne Farrell sort une version dance/house de All I Wanna Do[14]. Le titre atteint la 40e place du Billboard Dance Club Play ; à la même position (40), il se range également dans le classement britannique des singles.

## Clins d’œil et influences

### Publicité
En octobre 2000, sur ses écrans publicitaires, la France voit débarquer un spot pour cosmétiques capillaires de l'annonceur Procter & Gamble reprenant le titre All I Wanna Do, créé par l'agence Grey.

### Télévision
Le 24 juin 2019 2014, All I Wanna Do apparaît dans Good Morning Britain, l'émission matinale de la chaîne britannique ITV. Le morceau n'est toutefois pas crédité au générique.

## Disponibilités du titre
| Single cassette 2 titres US (cat. no. 31458 0702 4) 1. All I Wanna Do (Remix) 2. Solidify Single CD promotionnel US (cat. no. 31458 8298 2) 1. All I Wanna Do (Remix) 2. All I Wanna Do (LP) Single CD 2 titres France (cat. no. 580-654-2) 1. All I Wanna Do 2. What I Can Do for You (Live at the Borderline) Single CD Allemagne (cat. no. 580-655-2) 1. All I Wanna Do 2. I Shall Believe (Live in Nashville) 3. What I Can Do for You (Live at the Borderline) | CD 1 Royaume-Uni (cat. no. 580-843-2) 1. All I Wanna Do (Remix) 2. Solidify 3. I'm Gonna Be A Wheel Someday Single CD Europe (cat. no. 580-844-2) 1. All I Wanna Do CD 2 Royaume-Uni (cat. no. 580-845-2) 1. All I Wanna Do (live acoustic for Virgin Radio UK) 2. Run Baby Run (Live acoustic for Virgin Radio UK) 3. Leaving Las Vegas (Live acoustic for Virgin Radio UK) |